# Ђовани Гали
Ђовани Гали (Пиза, 29. април 1958) бивши је италијански професионални фудбалер, који је играо на позицији голмана, а садашњи италијански политичар.
У професионалној каријери која је трајала готово две деценије, Гали је одиграо 496 утакмица у Серији А, углавном са Фјорентином где се задржао девет сезона и са Миланом где је играо четири сезоне и са којим је освојио шест титула.
За репрезентацију Италије играо је током осамдесетих година, на два Светска првенства и на Европском првенству 1980. године. Био је у резерви тима Италије који је освојио Светско првенство 1982. и као главни голман на Светском првенству 1986. године.

## Биографија
Гали је рођен 29. априла 1958. године у Пизи. Његов син био је фудбалер Николо Гали (1983—2001) који је погинуо је у саобраћајној несрећи. Ожењен је Аном, са којом има ћерке Камилу и Каролину.
У децембру 2007. године Гали је постао директор Вероне, а оставку на позицију дао је после само два месеца. 
Касније је радио и као фудбалски истраживач.

## Фудбалска каријера
Гали је професионалну каријеру започео у свом родном граду на позицији играча средине терена, пре него што је постао голман.  Професионалну каријеру започео је у Фјорентини 1977. године, где је играо девет сезона у Серији А. Од сезоне 1986/87. играо је за Милан, где се афирмисао као један од најбољих голмана Италије, освајајући титулу у Серији А и Суперкуп Италије током своје прве сезоне у овом тиму. Са Миланом је такође освојио УЕФА суперкуп 1989. и 1990. године, као и Интерконтинентални куп 1989. године. Са Миланом је стигао и до финала Куп Италије током сезоне 1989/1990. Током последње сезоне у Милану често је био суочен са конкуренцијом за први тим, а на његовом месту често је играо Андреа Пазагали, којег је Ариго Саки често уводио током лигашких утакмица, док је Гали играо на европским утакмицама.
Године 1990. након што је тридесетдвогодишњи Себастијано Роси потписао уговор са Миланом, Гали је напустио Милан и потписао уговор са Наполијем и појављивао се просечно на 33 утакмица током сезоне, а у клубу се задржао до 1993. године. Прву утакмицу играо је у Суперкупу против Јувентуса, на којој је његов тим тријумфовао резултатом 5:1. Од 1993. године ’’играо је као први голман Торина током једна сезоне, а стигли су до полуфинала Купа Италије и четвртфинала Купа победника купова. Од 1994. до 1995. године био је резервни голман Парме, која је те сезоне освојила Куп УЕФА и стигла до финала Купа Италије, такође је била трећа на табели Серије А. Гали се пензионисао 1996. године када је имао тридесет и три године, након краће каријере у Лучесеу, који је играо у Серији Б.
Гали је био део састава репрезентације Италје која је освојила Светско првенство 1982. године, али није одиграо ниједну утакмицу на првеству, пошто је заједно са Бордоном био резерва, док је на голу репрезентације био Дино Зоф. Такође је био замена Зофу на Европском првенству 1980. године, на којем је Италија завршила на четвртом месту. Гали је дебитовао за репрезентацију Италије у пријатељској мечу против репрезентације Грчке, 5. октобра 1983. године, а утакмица је завршена победом Италије, резултатом 3:0. Као први голман, Гали је игроа на Светском првенству 1986. године одржаном у Мексику. Током турнира, Италије одиграла нерешено са репрезентацијом Аргентине, а Гали је критикован у медијима због примљеног гола, који је постигао Дијего Марадона.  Након првенства више није позиван у репрезентацију, а укупно је играо на 19 утакмица.

## Стил игре
Гали је сматран једним од најбољих голмана Италије и света током његове каријере. Гали је био изузетно доследан, рефлективан и поуздан голман, јаке телесне грађе и одличне технике. Истицао се својом елеганцијом, стила и покрета. Био је познато по снажном позиционом осећају, као и по мирној личности и озбиљном понашању на терену и ван њега.
Упркос томе што је био резервни голман, веома је цењен због свог каризматичног вођства, менталитета и способности да комуницира са својим браниоцима и тако имао њихово поверење. Изузетно се сналазио у Милану због своје брзине, што је омогућило његовом тиму да одржи високу одбрамбену линију.

## Политика
Након што је престао да се бави фудбалом, Гали је започео политичу каријеру. Дана 1. марта 2009. године проглашен је за градоначелника денсог центра на локалним изборима у Фиренци. Његову кандидатуру подржала је Северна лига и Народ слободе, као и неколико мањих локалних покрета. У првом кругу избора одржаном 6. и 7. јуна завршио је на другом месту са 32% гласова; сукцесивно је поражен четрнаест дана касније у другом кругу избора од левичарског кадидата Матео Ренција, који је имао 40% локалних гласова.

## Трофеји

### Клуб
Милан
- УЕФА Лига шампиона:  1988–89, 1989–90.
- УЕФА суперкуп: 1989.
- Интерконтинентални куп: 1989.
- Серија А: 1987-88.
- Суперкуп Италије:

Наполи
- Суперкуп Италије: 1990.

Парма
- УЕФА Лига Европе: 1994-95.

Италија
- Светско првенство: 1982.

### Индивидуални
- Зид славних Милана[12]
- Зид славних Фјорентине[31]